# Пећка лига
Пећка лига (алб. Lidhja e Pejës; алб. Besa-Besë) је политичка организација основана у Пећи (тада на територији Косовског вилајета Османског царства) 29. јануара 1899. године. Водећу улогу у основању и функционисању ове организације је имао Хаџи Зека, један од припадника Призренске лиге.

## Оснивање Пећке лиге
Призренска лига, основана уз подршку Османског царства, је у априлу 1881. године престала да постоји због тога што су је власти Османског царства уништиле и распустиле јер су се њени чланови, незадовољни одредбама одлука Берлинског конгреса, супротставили властима Османског царства и подигли устанак 1879. године. Хаџи Зека је желео да се стави на чело новог удружења Албанаца, лојалног Османском царству, и 1886. године одлази у Истанбул да би за ову намеру добио подршку Порте. Он је током боравка у Истанбулу 1886. године добио подршку Порте да организује ново удружење које би објединило Албанце у заштити интереса Османског царства на Балкану. Он тада почиње активан рад на стварању новог удружења и заједно са својим истомишљеницима организује терор над српским хришћанским становништвом Косовског вилајета, за шта је имао делимичну подршку Порте. Заједно са својим следбеницима 29. јануара 1899. године је основао ново удружење под називом Пећка лига. Оснивачи ове организације су група од око 450 становника Косовског вилајета албанске националности који су дали бесу приликом формирања лиге и изабрали Хаџи Зеку за председника.
Одмах по формирању лиге, окупљени су послали султану Абдулу Хамиду II споразум у којем га обавештавају да су дали бесу у заштиту свете вере, нације и државе (din, devlet, vatan). Допис послат султану је потписало четрдесет потписника. По осам потписника су били из Пећи и Роговишта, седам из Тетова, шест из Ђаковице, четири из Призрена, три из Сјенице, Митровице два и Вучитрна и Новог Пазара по један .

## Циљеви пећке лиге
Пећка лига је имала сличне циљеве као и Призренска лига који се укратко могу свести на залагање да се обједине сви вилајети Османског царства насељени Албанцима у један вилајет са већим степеном аутономије. За разлику од Призренске лиге која је имала за циљ обједињавање четири вилајета у којима је било насељено становништво албанске националности (Косовски, Скадарски, Битољски и Јањински), Пећка лига се залагала да се у састав јединственог, тзв. Албанског вилајета укључи и пети, Солунски
У свом првом допису послатом султану Абдулу Хамиду II лига је навела 11 тачака којима се обавештава султан :
1) да су сви спремни да бране своју државу до последњег даха
2) да изражавају забринутост због банди одметника који у Македонији и у њиховој држави (вероватно се мисли на Косовски вилајет) угрожавају јавни ред и безбедност.
3) да је 15.000 фидајена спремно да се бори против нападача на домовину
4) да у свакој кази постоје централни комитети који су заједно са исламским комитетима задужени за мобилизацију трупа
5) да ће комитети сарађивати са османским властима у успостављању јавног реда
6) да се неће мешати у владање државом
10) да ће се беса проширити и на остале вилајете у којима постоји насељено албанско становништво, т. ј. Скадарски, Јањински, Битољски и Солунски. Упозорава се османлијска власт да су чланови организације дали бесу да ће се, у случају да османлијске власти покушају да казне некога од њених чланова, чланови свих организација удружити у одбрани
11) да су Албанци лојални грађани који неће жалити да проливају своју крв за добробит отаџбине и државе
Хаџи Зека је послао позиве за учлањење у ову организацију у све крајеве Османског царства насељене Албанцима. Осим декларативне подршке организацији, Албанци из осталих вилајета Османског царства су били више опредељени ка решавању својих локалних проблема тако да је изостала озбиљна реална подршка овој организацији.

## Однос Пећке лиге и Османског царства
Ово удружење је, слично Призренској лиги, створено уз подршку Османског царства јер је требало да допринесе да Албанци (већински исламске вероисповести) у балканским вилајетима Османског царства створе „снажни зид ислама према хришћанским државама - Србији, Црној Гори, Грчкој и Бугарској".